# Ferula moschata
Ferula moschata là một loài thực vật có hoa trong họ Hoa tán. Loài này được (H.Reinsch) Koso-Pol. mô tả khoa học đầu tiên năm 1926.